# Grabina (Halinów)
Pour les articles homonymes, voir Grabina.
Grabina (prononciation : [ɡraˈbina]) est un village polonais de la gmina de Halinów dans le powiat de Mińsk de la voïvodie de Mazovie dans le centre-est de la Pologne.
Il se situe à environ 3 kilomètres à l'ouest de Halinów (siège de la gmina), 19 kilomètres à l'ouest de Mińsk Mazowiecki (siège du powiat) et à 22 kilomètres à l'est de Varsovie (capitale de la Pologne).

## Histoire
De 1975 à 1998, le village appartenait administrativement à la voïvodie de Varsovie.